# 但馬皇女
但馬皇女（たじまのひめみこ）は、天武天皇の皇女。母は氷上娘。

## 生涯
『万葉集』に四首の作歌が見え、『歌経標式』にも一首が残されている。高市皇子の宮にいたことが、『万葉集』の題詞にみえており、彼の妻ではなかったかとする説、また兄弟中最年長であった高市皇子に養われていたとする説がある。歌人としては穂積皇子を偲んだ歌などがあり、その内容からこの皇子と恋愛関係にあったとも言われるが、以上の説はすべて『万葉集』からの推測で、史書には誰と結婚したという記録はない。
高市皇子の死後、穂積皇子と婚姻したともいわれるが、藤原京跡から、彼女の宮があったことを示す木簡が発見されており、独立した宮を持っていたことが推測される。
和銅元年（708年）6月25日、没。同年冬の作であると思われる、穂積皇子が詠んだ悲傷歌がある。

## 但馬皇女に関する歌
- 万葉集巻第2 114番（穂積皇子を偲ぶ但馬皇女作の歌）
  - 秋の田の穂向きの寄れること寄りに 君に寄りなな言痛かりとも
- 万葉集巻第2 115番（穂積皇子が近江の志賀に遷った時の但馬皇女作の歌）
  - 遺れ居て恋ひつつあらずは追ひ及かむ 道の隈廻に標結へ我が背
- 万葉集巻第2 116番（穂積皇子との密会が露見した際に詠んだ歌）
  - 人言を繁み言痛み己が世に 未だ渡らぬ朝川渡る
- 万葉集巻第8 1513番（穂積皇子作の歌）
  - 今朝の朝明雁が音聞きつ春日山 黄葉にけらしあが情痛し
- 万葉集巻第8 1515番（但馬皇女作の歌）
  - ことしげき里に住まずは今朝鳴きし 雁に副ひて往かましものを
- 万葉集巻第2 203番（穂積皇子の挽歌。但馬皇女が薨去した後、雪の降る日に但馬皇女の墓を遥かに見て作った歌）
  - 降る雪はあはにな降りそ吉隠の 猪養の岡の寒からまくに